# Centro Internacional de Convenciones de Sentul
El Centro Internacional de Convenciones de Sentul es una sala de conferencias comercial en la zona residencial de la ciudad de Sentul, Bogor, Java Occidental, justo a un lado de la autopista Jagorawi, en Indonesia. Inicialmente, el edificio era conocido comoCentro de convenciones  Bukit Sentul, y a continuación,  Centro de convenciones de la ciudad de Sentul. El nombre Sentul International Convention Center (SICC) se ha utilizado desde mayo de 2009. Fue construido sobre una superficie de 6,4 hectáreas con un área de construcción de 22.000 metros cuadrados.